# Relations entre le Bangladesh et le Tadjikistan
Les relations entre le Bangladesh et le Tadjikistan sont les relations bilatérales de la république populaire du Bangladesh et de la république du Tadjikistan. Le Bangladesh et le Tadjikistan entretiennent de chaleureuses relations diplomatiques et sont prêts à les renforcer encore.

## Visites d'État
L'ancien ministre des affaires étrangères du Bangladesh, la Dr Dipu Moni, s'est rendu à Douchanbé, la capitale du Tadjikistan en 2013, où l'établissement de liens et d'une coopération régulière a été discuté. 

## Gestion des catastrophes
En raison de la vaste expérience du Bangladesh en matière de gestion des catastrophes, le Tadjikistan a sollicité la coopération du Bangladesh dans ce domaine. Le Bangladesh a envoyé ses experts au Tadjikistan pour servir de coopération technique dans le cadre de plusieurs projets de gestion des risques d'inondation au Tadjikistan. Pour cela, un groupe de spécialistes bangladeshi comptant trois personnes est arrivé à Kulob pour y mener une étude de faisabilité pour la mise en œuvre du projet de gestion des risques d'inondation.

## Coopération économique
Le Bangladesh et le Tadjikistan ont montré un intérêt mutuel à développer les activités économiques entre les deux pays. Le Tadjikistan et le Bangladesh partagent des positions similaires sur un certain nombre de questions de politique internationale qui ouvrent la voie à un nouvel élargissement de la coopération entre eux,. 
Les investisseurs bangladais ont manifesté leur intérêt à investir dans les secteurs de l'industrie légère et du coton, lors d'une réunion du vice-président de la Chambre de commerce et d'industrie de la République du Tadjikistan, Asanali Karamaliev, avec le président de l'Association du coton du Bangladesh, Muhammad Ayub, en février 2014, à Douchanbé. En 2007, une entreprise bangladaise, COSMOTEX, a établi des usines de traitement du coton et du cuir au Tadjikistan.
Les vêtements et les produits pharmaceutiques bangladais ont été identifiés comme des produits à fort potentiel sur le marché du Tadjikistan. En 2013, le Bangladesh et le Tadjikistan ont signé un accord de coopération commerciale et économique afin de développer les activités économiques bilatérales entre les deux pays.